# Terna (Energienetz)
Die Terna S.p.A. (Akronym für Trasmissione Elettricità Rete Nazionale) ist ein italienisches Energieversorgungsunternehmen mit Sitz in Rom und der zentrale Netzbetreiber für das italienische Stromnetz auf der Höchstspannungsebene (HÖS) sowie der Hochspannungsebene (HS). Terna unterhält mehr als 90 Prozent des italienischen Stromnetzes und ist der größte Stromnetzbetreiber Europas sowie der sechstgrößte weltweit.
Das Transportnetz verfügt über eine Gesamtlänge von 75.236 km, mit 915 Umspannwerken und vier Leitwarten zur Netzsteuerung. (Stand Dezember 2024)
Das seit 2010 von Terna im Tyrrhenischen Meer in 1640 Metern Tiefe betriebene Seekabel SAPEI zwischen Sardinien und Latium ist das am tiefsten verlaufende Seekabel der Welt.

## Geschichte

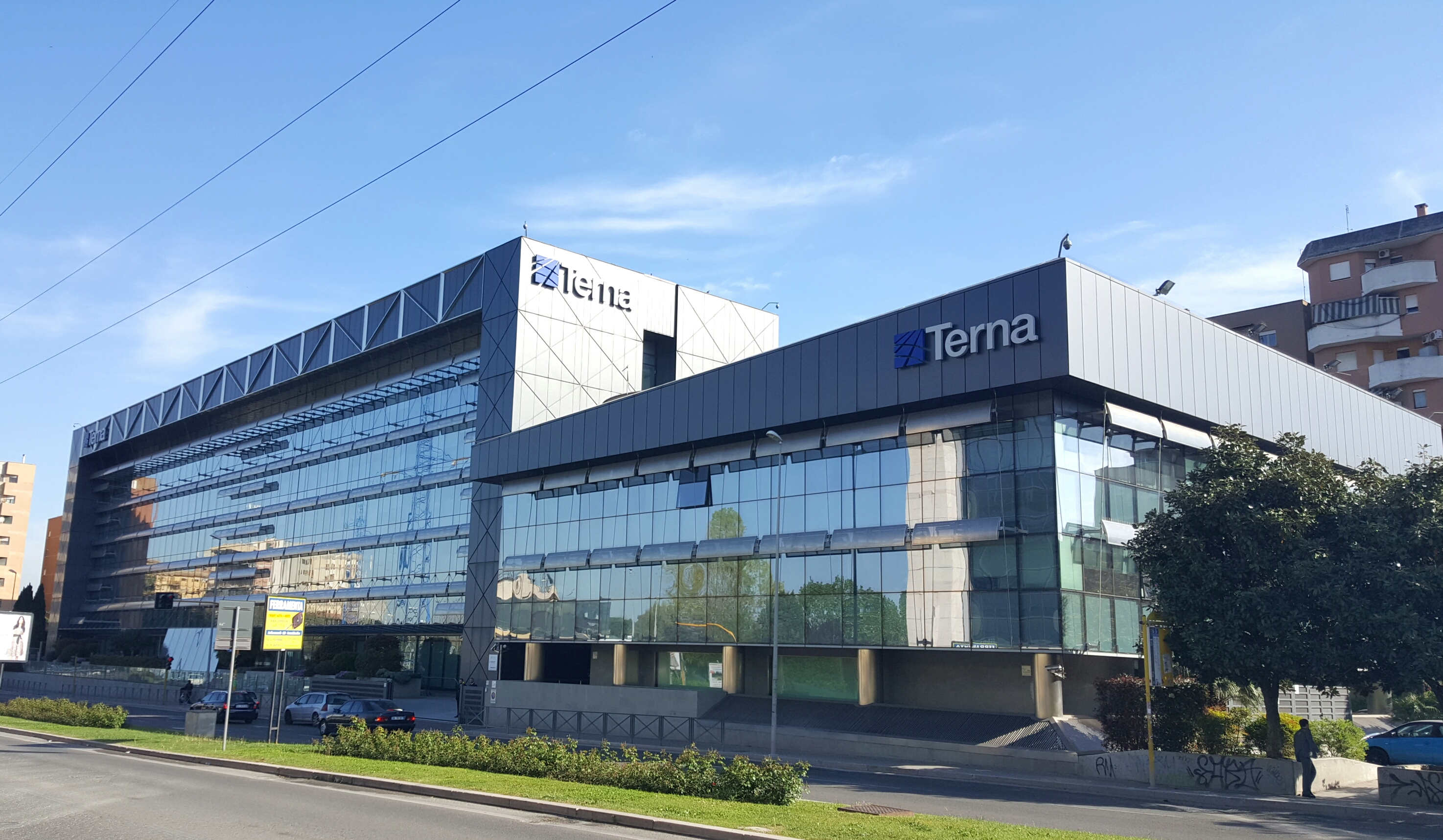
Terna-Unternehmenszentrale in Rom

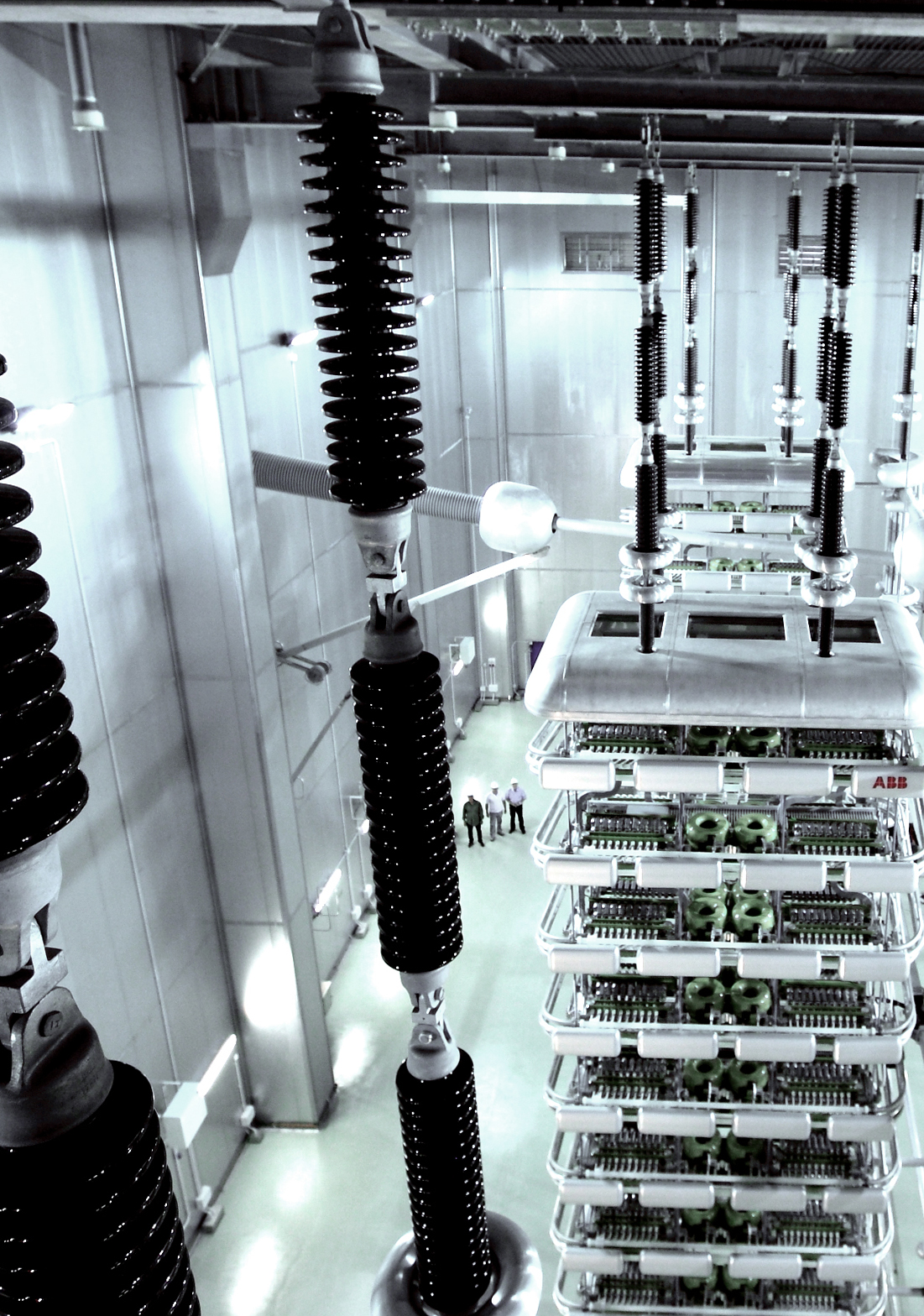
Stromrichterstation von Terna in Latina

Terna wurde im Rahmen des Börsengangs 2004 als Stromnetztochter des italienischen Energieversorgers Enel S.p.A. eigenständig. Die Aktien der Netzgesellschaft kamen zu 1,70 Euro je Stück an die Börse. Der Preis wurde damit am unteren Ende der Bookbuilding-Spanne festgelegt. Mit einem Volumen von 1,48 Mrd. Euro galt dieser Börsengang als einer der größten in Italien. Die 870 Mio. angebotenen Aktien waren fast dreifach überzeichnet. Der mehrheitliche Aktienbesitz lag bei Gründung bei Enel.
Die italienische Stromnetzinfrastruktur war viele Jahre mehrheitlich vertikal in den Enel-Konzern eingebunden. Mit einem zunehmenden Deregulierungsdruck durch die Europäische Union begannen ab 1990 strukturelle Veränderungen mit einschlägiger Wirkung.
Der Regulierungsprozess forderte einen einzigen, unabhängigen Betreiber der italienischen Netzinfrastruktur. Durch diesen Prozess sollten sektorale Einflüsse und insbesondere das Einwirken von dominanten Versorgern im monopolistisch geprägten Strommarkt unterbunden werden. Der Gesetzgeber entschied sich in Italien für einen reglementierten, allgemeinen Netzzugang (rTPA). Dieser Prozess geht in der Regel mit einer Übereignung der Netze an einen unabhängigen Netzbetreiber (Independent System Operator, ISO) einher.
Das sogenannte „Bersani-Dekret“ (Gesetz n° 79 von 16. März 1999) trat am 1. April 1999 in Kraft. Es nahm die EU-Richtlinien 96/92/EC auf und setzte sie in nationales Recht um. Enel verfügte zum Zeitpunkt des Inkrafttretens über 87 Prozent des italienischen Hochspannungsnetzes und sämtliche Kuppelstellen zum umliegenden Ausland. Die Bildung eines einzigen nationalen Verteilnetzes und die Gründung einer für den Betrieb verantwortlichen Aktiengesellschaft wurde vorangetrieben. Der Netzausgleich bzw. die Netzverteilung wurden durch das „Bersani-Dekret“ 1999 in „Gestore della Rete di Trasmissione Nazionale“ (GRTN) überführt und kontrolliert.

## Aktionäre
(Stand: Februar 2025)
- Italienischer Staat über die Cassa Depositi e Prestiti (CDP): 29,85 %
- Streubesitz: 69,90 %